# Copa da Liga Escocesa 1965–66
A Copa da Liga Escocesa de 1965-66 foi a 20º edição do segundo mais importante torneio eliminatório do futebol da Escócia. O campeão foi o Celtic F.C., que conquistou seu 3º título na história da competição ao vencer a final contra o Rangers F.C., pelo placar de 2 a 1.

## Premiação
| Copa da Liga Escocesa de 1965-66 |
| Escócia                          |
| -------------------------------- |
| Celtic F.C. Campeão (3º título)  |